# Jamul
Jamul (Ja'mul, Dzeemmul; Coyote) Jamul je božanstvo Kojota iz plemena Achumawi. Za razliku od nekih indijanskih kultura, Achumawi gledaju na Kojota u općenito pozitivnom svjetlu-- Jamul ponekad igra ulogu prevaranta ili ženskaroša, osobito u suprotnosti sa svojim ozbiljnijim i mudrijim suputnikom Srebrnom lisicom (Kwahn), ali on je i dalje cijenjeni kulturni heroj koji je pomogao stvoriti svijet i podučiti ljude umijeću civilizacije.